# Isabel Parra, vol. 2
Isabel Parra, vol. 2 es el segundo álbum de estudio como solista de la cantautora chilena Isabel Parra, hija de Violeta Parra, lanzado por el sello discográfico Arena en 1968.
El lado A está conformado por musicalizaciones del compositor español Paco Ibáñez sobre letras de los poetas y dramaturgos españoles Federico García Lorca y Luis de Góngora y Argote. El lado B mezcla algunos temas propios con la musicalización en guitarra y charango de la canción hasta entonces inédita de Violeta Parra llamada «Al centro de la injusticia», así como una versión de la canción «No te quiero sino porque te quiero», aquí llamada «Te quiero solo», compuesta en 1958 por su madre basada en el soneto homónimo de Pablo Neruda. En la música acompaña a Isabel, entre otros, su hermano Ángel Parra en la guitarra.

## Lista de canciones
| Lado A |                                  |             |                       |          |  |
| N.º    | Título                           | Música      | Escritor(es)          | Duración |  |
| 1.     | «El lagarto está llorando»       | Paco Ibañez | Federico García Lorca |          |  |
| 2.     | «La más bella niña»              | Paco Ibañez | Luis de Góngora       |          |  |
| 3.     | «Por las ramas del laurel»       | Paco Ibañez | Federico García Lorca |          |  |
| 4.     | «Que se nos va la pascua, mozas» | Paco Ibañez | Luis de Góngora       |          |  |
| 5.     | «La señorita del abanico»        | Paco Ibañez | Federico García Lorca |          |  |

| Lado B |                                                           |               |               |          |  |
| N.º    | Título                                                    | Música        | Escritor(es)  | Duración |  |
| 6.     | «Qué pasa en esa América»                                 | Isabel Parra  | Tito Rojas    |          |  |
| 7.     | «Domingo por la mañana»                                   | Isabel Parra  | Isabel Parra  |          |  |
| 8.     | «Al centro de la injusticia»                              | Isabel Parra  | Violeta Parra |          |  |
| 9.     | «Amores bailando» (sirilla)                               | Isabel Parra  | Isabel Parra  |          |  |
| 10.    | «Te quiero solo» (o «No te quiero sino porque te quiero») | Violeta Parra | Pablo Neruda  |          |  |

## Créditos
Músicos
- Isabel Parra: voz
- Ángel Parra: guitarra
- Hernán Kiko Álvarez: guitarra en «Por las ramas del laurel»
- Jaime Garat: acompañamiento

Otros
- Sergio Larraín: fotografía